# Axialpumpe

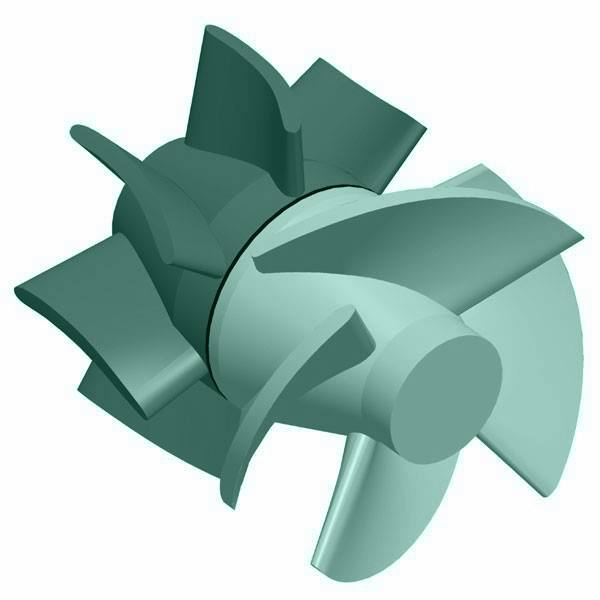
Pumpenläufer (hell) und Leitrad (dunkel)

Eine Axialpumpe ist eine Pumpe mit rotierender Welle, die Fluide axial fördert, also parallel zur Pumpenwelle. Sie gehört mit der quer zur Welle fördernden Radialpumpe zu den Kreiselpumpen. Der Aufbau ist vergleichbar mit einer einzelnen Stufe eines Axialverdichters in einer Gasturbine.
Das Fluid wird nicht durch Verdrängung gefördert (wie bei einer Kolbenpumpe), sondern durch Druckdifferenzen infolge einer stetigen Bewegung. Die Axialpumpe ist darum eine Strömungspumpe und gehört zu den Strömungsmaschinen.
Anders als bei Radialpumpen ist es bei einer Axialpumpe nicht erforderlich, den Förderstrom umzulenken.

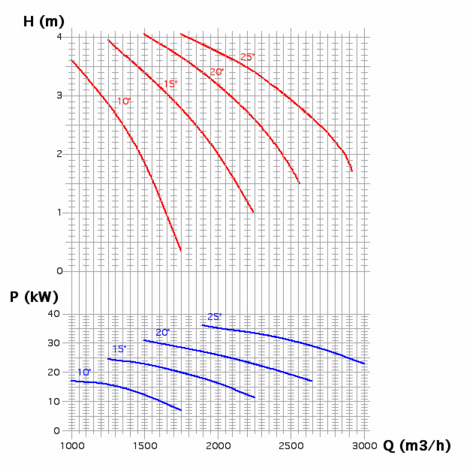
Kennlinien einer Pumpe DN500 bei 91/min (9,5 rad/s) und unterschiedlichen Anstellwinkeln der Laufschaufeln

Die Axialpumpe besteht aus einem zylindrischen Pumpengehäuse, in dem der propellerähnliche Pumpenläufer (Impeller) rotiert. In Strömungsrichtung hinter dem Läufer sitzt in der Regel ein feststehendes Leitrad, um die Rotation des Fluids in eine lineare Bewegung umzuwandeln.
Axialpumpen werden verwendet, wenn es auf schonende Förderung ankommt.
Der Antrieb von Pumpen mit großem Durchmesser kann in Verlängerung der Welle sitzen und in einer Gondel (eine stromlinienförmige Gehäusekapsel) untergebracht sein, die vom Fördermedium umströmt wird und den Motor und gegebenenfalls das Getriebe enthält. 
Alternativ kann das Fördermedium von der Seite herangeführt und dann in Richtung der Welle umgelenkt werden (siehe Bild). 
Axialpumpen können auch über ein rotierendes Magnetfeld kontaktlos von außen angetrieben werden. Die Pumpenschaufeln tragen dann auf ihren äußeren Enden den ringförmige Läufer eines Elektromotors, zum Beispiel eines Drehstrommotor-Kurzschlussläufers und außerhalb des Pumpengehäuses befindet sich der Stator des Motors. Hierdurch werden elektrische und mechanische Komponenten getrennt und auf eine Wellendichtung kann komplett verzichtet werden. Die erlaubt die Förderung aggressiver oder gefährlicher Güter. Um die mechanischen Teile weiter zu reduzieren, kann die Läuferwelle zusätzlich magnetisch gelagert werden. 

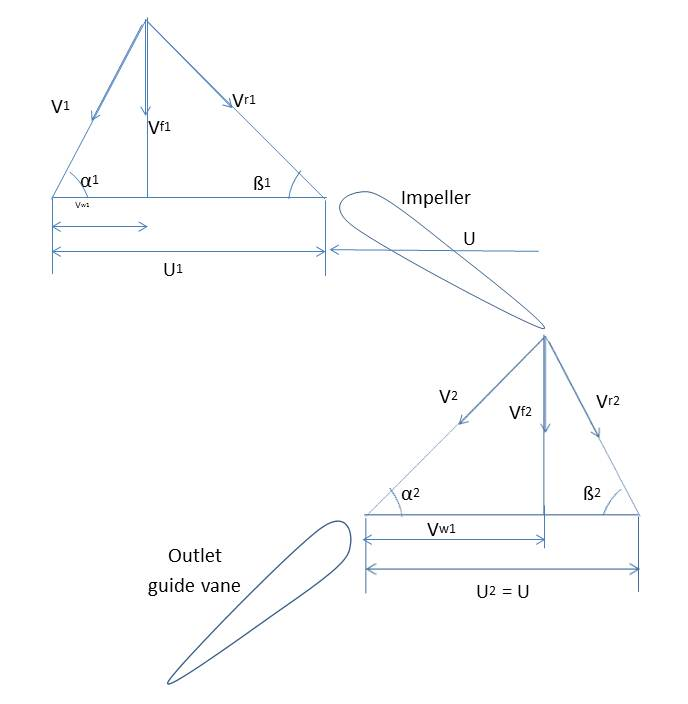
Geschwindigkeitsdreiecke an einer Axialpumpe

Kleine Mikroaxialpumpen wie beispielsweise die Modelle der Impella-Gruppe von Abiomed werden als Blutpumpe zur Herzunterstützung genutzt.

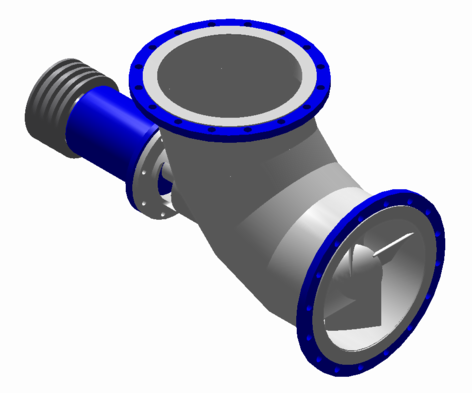
Axialpumpe